# Серебряков, Иван Яковлевич
Ива́н Я́ковлевич Серебряко́в — художник-гравёр, ювелир, один из мастеров, принимавших участие в изготовлении наград Бухарской Народной Советской Республики.

## Биография
Родился в Краснослободском уезде Пензенской губернии, в семье почтового работника. После смерти матери жил в Пензе, в семье родственников матери.
Окончил I Пензенскую мужскую гимназию, хорошо рисовал. В 1900 году поступил в Пензенское художественное училище им. К. А. Савицкого. В 1904 году в числе лучших учеников был направлен в Санкт-Петербург.
В 1908—1915 годах стажировался и работал в ювелирной фирме «Эдуард».
В 1915 году направлен с группой ювелиров в Бухару на Бухарский монетный двор. В 1920 году был приглашен в качестве мастера-консультанта на монетный двор БНСР (Бухарской Народной Советской Республики), затем работал художником-гравёром там же, принимал непосредственное участие в изготовлении матриц и маточников для наград БНСР (Бухарской Народной Советской Республики).
Умер в 1932 году.